# Aahotepre
Aahotepre o Ammu Ahotepre fou un faraó que va governar a algun lloc de l'antic Egipte però no es pot ubicar cronològicament. Pot correspondre a qualsevol de les dinasties entre la dinastia XIII i la dinastia XVII però el més probable és que sigui de la dinastia XIV, o segons d'altres de la dinastia XVI. El seu nom de regne fou Neternefer. El seu nom apareix a diversos escarabats, única prova de la seva existència. Fou probablement el quart faraó de la dinastia XIV d'Egipte. Va succeir a Qareh Khawoserre. El seu regnat va durar uns 14 anys. El seu nom sembla indicar un origen asiàtic (hics). El va succeir Sheshi Asehre.